# トゥラン (メソアメリカ)
トゥランあるいはトラン（ナワ語群: Tōllān）は、メソアメリカの多くの書物に登場する伝説的な地名で、人類の祖先が住んでいた原初の都市とされる。また、メキシコの中心都市、とくに伝説的なトルテカの都もトゥランないしトゥーラと呼んだ。

## 伝説
「トゥラン」という名称は、ナワトル語で「カヤツリグサ(tōllin)の多い土地(-tlān)」あるいは「葦の多い土地」を意味する。
トゥランは多くの伝説では原初の都市として記述される。高地マヤのキチェ族の伝説と歴史を記した『ポポル・ヴフ』では、神々によって4対の夫婦が創造され、すべての人類はこの4対の子孫であるとする。キチェ族を含む人類ははじめ7つの洞穴のあるトゥラン(Tulan)に住んでいたが、やがてトゥランを去って自らの住むべき土地を探しに出かけた。7つの洞穴云々はチコモストクとの同一視が行われている。
『カクチケル年代記』でもカクチケルを含む諸民族の祖先はトゥランに住んでいたとするが、トゥランは東西南北に4つあったとする。
テノチティトランのリオス絵文書では、トゥランは現在の人類の時代の最初にあって、ここでケツァルコアトルがトウモロコシの栽培を人類に伝えた。詳細はさまざまに異なるが、ほかにもトゥランを原初の都市とする伝承は多い。
トゥランないしトゥーラはトルテカの中心都市をも意味する。実際トルテカ(Tōltecāh)という語は「トゥランの人々」を意味する。このトゥランはアステカの伝説によれば西暦900年ごろに北メキシコの遊牧民であるチチメカと、メキシコ湾岸の職人であるノノアルカの協力によって作られ、ケツァルコアトルにより統治されていたが、1200年ごろに別なチチメカによって破壊されたとされる。この都市は今のメキシコシティの80キロメートルほど北のイダルゴ州にあるトゥーラを指すと考えられている。フィレンツェ絵文書によると、トゥーラはシココティトラン川の川岸にあり、ここからアステカ人はトルテカの財宝や壺を掘りだしてテノチティトランに持ち帰っていた。
伝承ではトルテカはメソアメリカ文明のほとんどすべてを発明した超人的な人々として描かれているが、もちろんこれは考古学的な証拠に反し、そもそもトルテカが帝国であった証拠が存在しない。しかしトゥランは象徴的な意味で重要であり、アステカもそれ以外の支配者も、ほとんどがトルテカの出自を自称した。
アステカの伝説ではトゥーラはケツァールが飛ぶ楽園的な土地として描写されており、この特徴は中央メキシコ的でない。おそらくタモアンチャンの描写が混じっている。

## 現実の都市
いくつかの現実の大都市が「トゥラン」と呼ばれることがあった。
- テオティワカン[6]
- 上記トルテカの伝説的首都、おそらくイダルゴ州トゥーラ
- テノチティトラン自身もトゥランと呼ばれた[7]